# Norrie's Law-skatten
Norrie's Law hoard er et sølv-depotfund fra 500-tallet, der blev fundet i 1819 i en lille gravhøj i Largo, Fife i Skotland. Den blev fundet af en ukendt person eller personer, og størstedelen af fundet blev herefter solgt illegalt eller givet væk, og er forsvundet. De resterende genstande fra skatten blev senere fundet i gravhøjen og blev overdraget til jordejeren, General Philip Durham.
De 170 tilbageværende genstand er i dag udstillet på National Museum of Scotland i Edinburgh. Skatten består primært af brudsølv og inkluderer fire komplette sølvstykker. Den indeholder også både romerske og endnu sjældnere piktiske genstande. Oprindeligt bestod den af omkring 12,5 kg sølv, men nu er kun omkring 1 kg tilbage. Det er dog stadig den største piktiske sølvfund der er gjort. Blandt de romerske genstande var to mønter, som blev omsmeltet kort efter at være blevet fundet..